# Expressen
Expressen és un diari suec en format tabloide pertanyent al grup de comunicació Bonnier AB fundat el 1944. El diari s'autodefineix com a liberal independent, presentant una línia editorial propera al centredreta i englobat dins la premsa sensacionalista.
Es tracta del segon diari més llegit, darrere de l'Aftonbladet. A la major part del país es distribueix sota el nom d'Expressen, però compta amb dues edicions locals amb nom propi, Kvällsposten per a l'edició de Malmö i Göteborgs-Tidningen, GT per a la de Göteborg. El 2014 va tenir una tirada de 157.300 exemplars els dies laborables i de 197.700 exemplars els diumenges (s'inclouen les edicions locals Kvällsposten i GT).

## Història

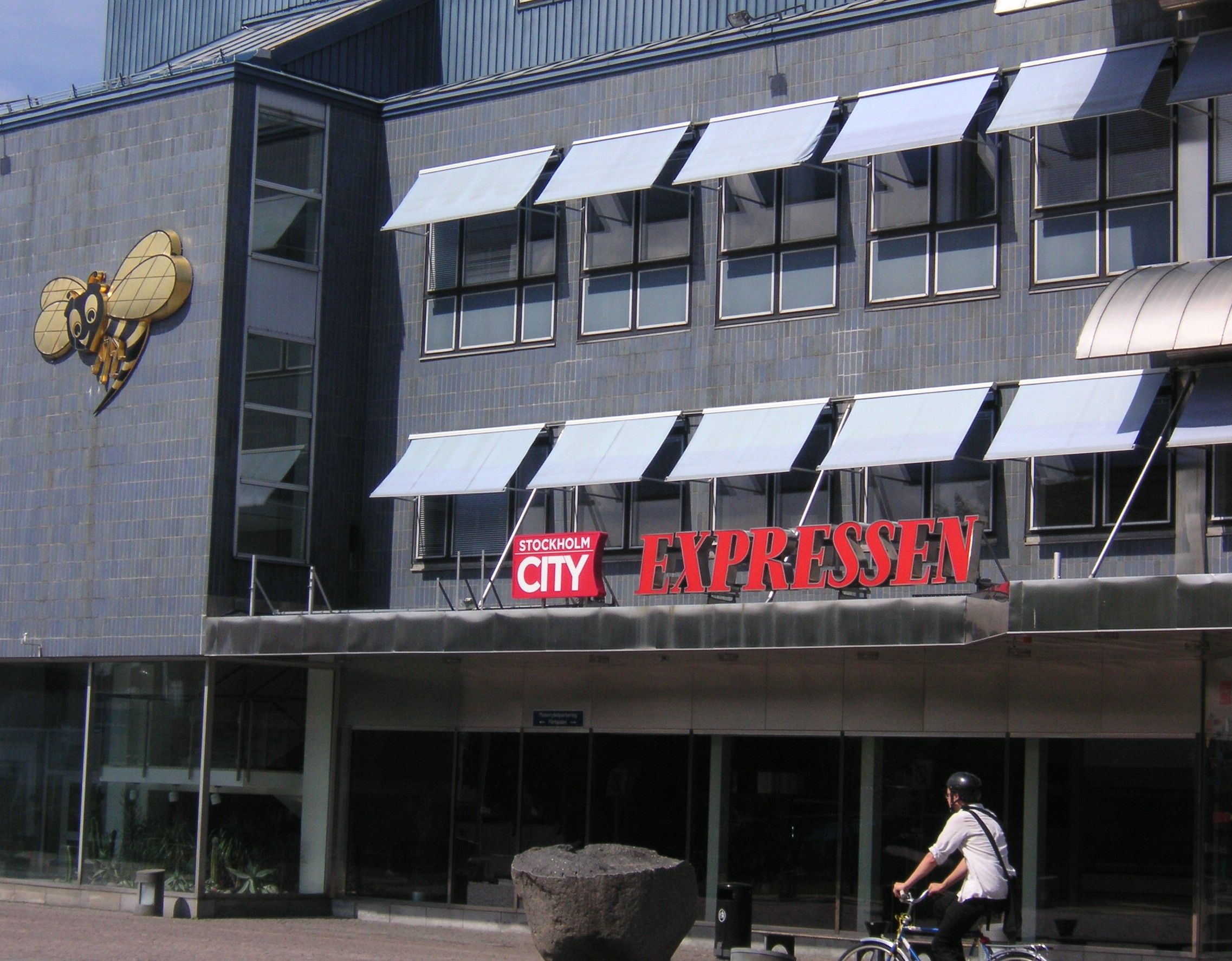
Seu de l'Expressen. Es pot veure el símbol de l'abella a la façana.

El diari fou fundat el 16 de novembre de 1944 per Albert Bonnier Jr, Ivar Harrie i Carl-Adam Nycop. En el seu inici es va mostrar crític amb el nazisme i amb la posició de neutralitat adoptada per Suècia durant la Segona Guerra Mundial Amb el final de la guerra, Expressen agafa una línia editorial marcadament liberal i de centredreta, i es converteix en el diari de major tirada del país. En aquesta època adopta el símbol de l'abella.
A la dècada dels anys 1990 pateix una forta crisi i perd el lideratge davant de l'Aftonbladet, es succeeixen diferents directors i varia la línia editorial en diverses ocasions, passant d'un radicalisme contra la immigració o autoplocamant-se com a diari independent. La crisi no es solucionà fins al 2002 amb la incorporació del periodista Otto Sjöberg, procedent de l'Aftonbladet, que recuperà lectors gràcies al periodisme d'investigació, notícies de premsa rosa i esportiva.
Com a diari sensacionalista, l'estil i la forma de tractar i mostrar la informació sovint va ser criticat. Un cas sonat es va produir el 2005 al publicar una suposada intoxicació etílica de l'actor Mikael Persbrandt que va resultar no ser certa. Després del judici contra el seu director, l'artista va haver de ser indemnitzat i el diari va haver de demanar perdó i publicar una rectificació.